# Поцето (Анкона)
Поцето (итал. Pozzetto) насеље је у Италији у округу Анкона, региону Марке.
Према процени из 2011. у насељу је живело 461 становника. Насеље се налази на надморској висини од 118 м.